# Queen Elizabeth II Bridge (Newcastle upon Tyne)
Queen Elizabeth II Bridge je příhradový most překlenující řeku Tyne mezi městy Gateshead a Newcastle upon Tyne v severním Anglii.
Po mostě přecházejí obě linky newcastleského metra a nachází se mezi stanicemi Central Station na newcastleské straně a Gateshead na gatesheadské straně. Výstavba mostu začala v roce 1976 a dokončen byl 1. srpna 1978. Otevřený byl 6. listopadu 1981 Královnou Alžbětou II., po které je i pojmenován. Celková délka mostu je 352.7 m, hlavní rozpětí je 164.7 m dlouhé. Šířka mostu je 10.31 m. Výstavba mostu stála 6 milionů liber.
Podobný, ale dřívější most Ballachulish Bridge v blízkosti skotské obce Glencoe byl dokončen v roce 1974 a stejně jako i Queen Elizabeth II Bridge, tento most byl také navržen společností WA Fairhurst & amp; Partners.